# Freistroff
Freistroff [fʁaistʁɔf] est une commune française située dans le département de la Moselle et le bassin de vie de la Moselle-Est, en région Grand Est.

## Géographie

### Écarts et lieux-dits
- Diding
- Guiching

### Hydrographie
La commune est située dans le bassin versant du Rhin au sein du bassin Rhin-Meuse. Elle est drainée par la Nied, le ruisseau de Geling, le ruisseau de Stockholz, le ruisseau l'Esbach et le ruisseau Weiherbach.
La Nied, d'une longueur totale de 96,7 km, prend sa source dans la commune de Marthille, traverse 47 communes françaises, puis poursuit son cours en Allemagne où elle se jette dans la Sarre.

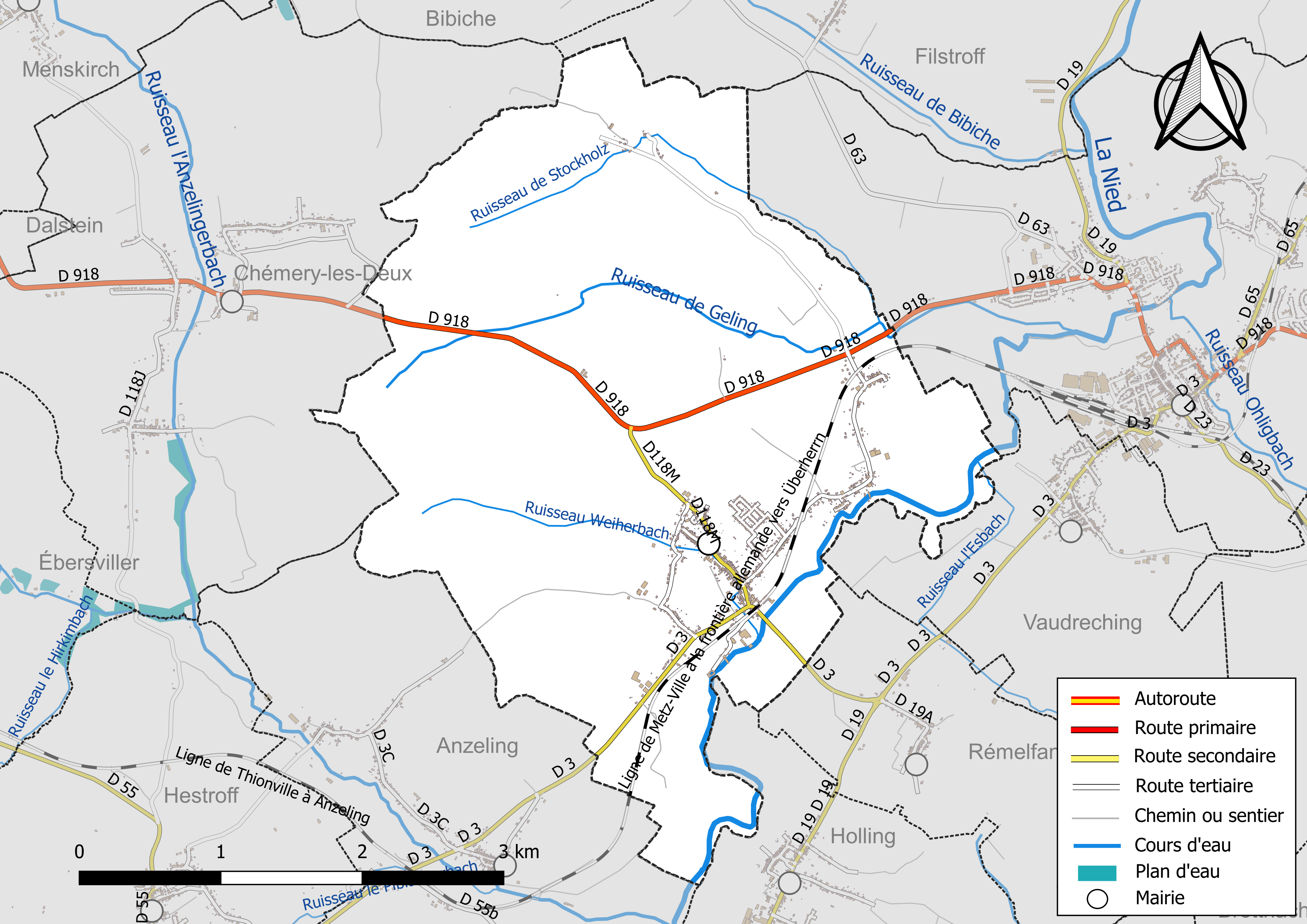
Réseaux hydrographique et routier de Freistroff.

La qualité des eaux des principaux cours d’eau de la commune, notamment de la Nied, peut être consultée sur un site spécial géré par les agences de l’eau et l’Agence française pour la biodiversité.

### Climat
Pour des articles plus généraux, voir Climat du Grand Est et Climat de la Moselle.
En 2010, le climat de la commune est de type climat océanique dégradé des plaines du Centre et du Nord, selon une étude du Centre national de la recherche scientifique s'appuyant sur une série de données couvrant la période 1971-2000. En 2020, Météo-France publie une typologie des climats de la France métropolitaine dans laquelle la commune est exposée à un climat semi-continental et est dans la région climatique  Lorraine, plateau de Langres, Morvan, caractérisée par un hiver rude (1,5 °C), des vents modérés et des brouillards fréquents en automne et hiver. 
Pour la période 1971-2000, la température annuelle moyenne est de 9,8 °C, avec une amplitude thermique annuelle de 16,8 °C. Le cumul annuel moyen de précipitations est de 779 mm, avec 12 jours de précipitations en janvier et 9,1 jours en juillet. Pour la période 1991-2020, la température moyenne annuelle observée sur la station météorologique de Météo-France la plus proche, « Malancourt », sur la commune d'Amnéville à 25 km à vol d'oiseau, est de 10,2 °C et le cumul annuel moyen de précipitations est de 884,1 mm. 
La température maximale relevée sur cette station est de 39,3 °C, atteinte le 25 juillet 2019 ; la température minimale est de −17,9 °C, atteinte le 5 janvier 1985,,. 
Les paramètres climatiques de la commune ont été estimés pour le milieu du siècle (2041-2070) selon différents scénarios d'émission de gaz à effet de serre à partir des nouvelles projections climatiques de référence DRIAS-2020. Ils sont consultables sur un site spécial publié par Météo-France en novembre 2022.

## Urbanisme

### Typologie
Au 1er janvier 2024, Freistroff est catégorisée bourg rural, selon la nouvelle grille communale de densité à sept niveaux définie par l'Insee en 2022.
Elle est située hors unité urbaine. Par ailleurs la commune fait partie de l'aire d'attraction de Bouzonville, dont elle est une commune de la couronne,. Cette aire, qui regroupe 12 communes, est catégorisée dans les aires de moins de 50 000 habitants,.

### Occupation des sols
L'occupation des sols de la commune, telle qu'elle ressort de la base de données européenne d’occupation biophysique des sols Corine Land Cover (CLC), est marquée par l'importance des territoires agricoles (59,9 % en 2018), en diminution par rapport à 1990 (63,5 %). La répartition détaillée en 2018 est la suivante : 
prairies (32 %), forêts (27,4 %), terres arables (20,3 %), zones urbanisées (9,3 %), zones agricoles hétérogènes (7,6 %), milieux à végétation arbustive et/ou herbacée (3,5 %). L'évolution de l’occupation des sols de la commune et de ses infrastructures peut être observée sur les différentes représentations cartographiques du territoire : la carte de Cassini (XVIIIe siècle), la carte d'état-major (1820-1866) et les cartes ou photos aériennes de l'IGN pour la période actuelle (1950 à aujourd'hui).

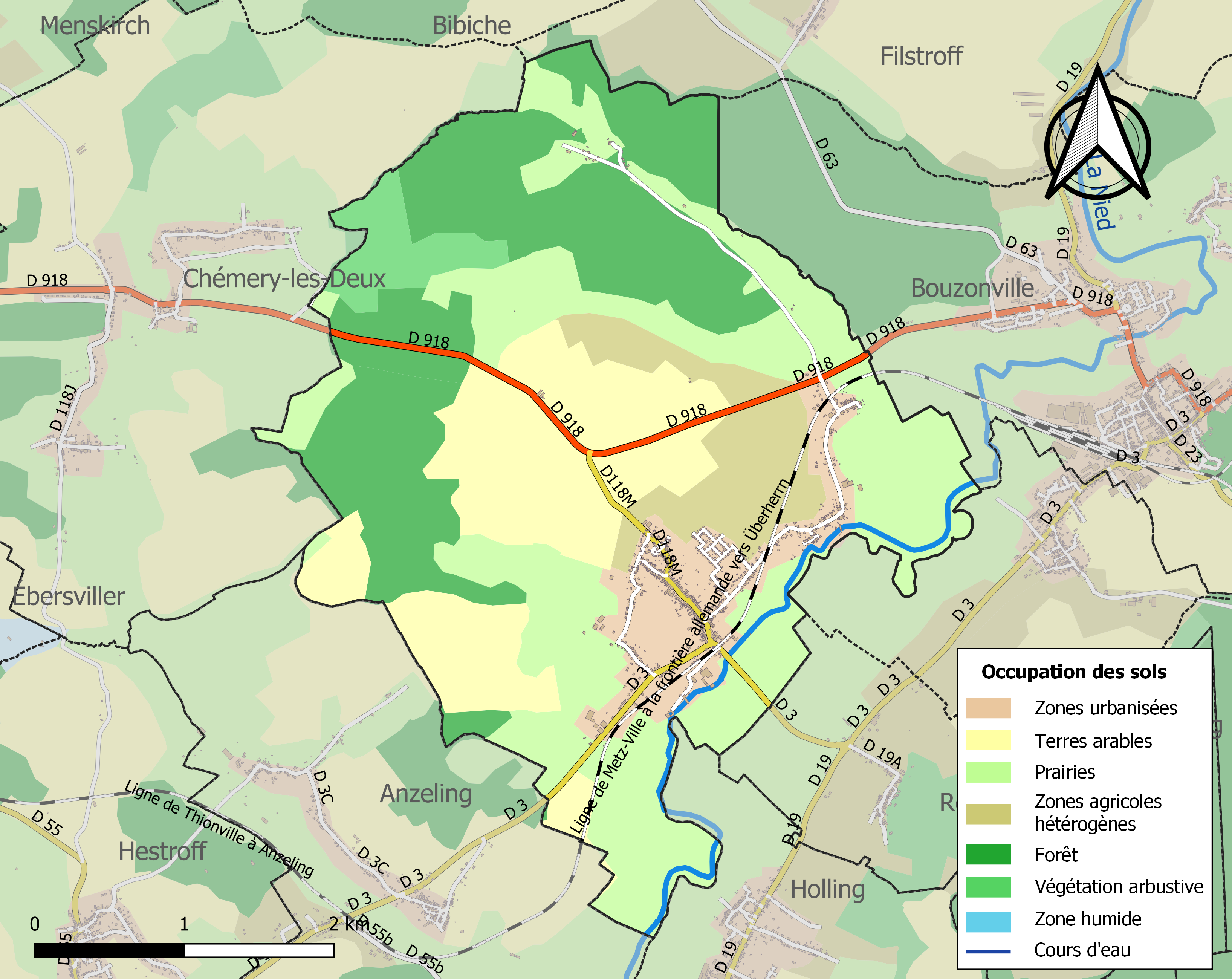
Carte des infrastructures et de l'occupation des sols de la commune en 2018 (CLC).

La forêt communale appartenant à la municipalité occupe une surface de 304 hectares ; la forêt domaniale sur le ban de la commune, propriété de l'Etat, occupe 56 hectares.

## Toponymie
- Freistroff : Du germanique frei «libre» + Dorf «village»[14]. Freydorf (1022), Frestorph (1178), Frizldorf (1179), Freistorf (1215), Frestorff (1296), Fristorf (1312), Fristrof (1312), Fristroff (1321), Freistorf (1355), Friestorff (1544), Fraystorff (1594), Freisdorff (1693), Freystroffe (1715)[15]. En francique lorrain : Freeschtroff[16] et Freeschdroff. En allemand : Freisdorf (1871-1918).
- Diding : Didingen (1395)[17], Dudingen (1594), Diedengen (1604). En allemand : Didingen[15]. En francique lorrain : Dédéngen[16].
- Guiching : Gursingen (1594), Guschingen (1604), Guischingen (1633), Güschingen (1671)[15]. En francique lorrain : Géchéngen[16].

## Histoire
Un couvent cistercien était situé dans le village au Moyen Âge, possédant les droits sur la paroisse de Berviller-en-Moselle. En 1130, Wéry II (Wiric) de Walcourt (près de Namur, Belgique) et sa femme Adélaïde y fondent une abbaye cistercienne dont la vouerie appartenait aux ducs de Lorraine. Freistroff dépendait de l'ancienne province de Lorraine. En 1301, les frères Wery et Renier devinrent hommes liges du duc de Lorraine pour leur château de Freistroff. En 1387, il fut donné en fief à Jean d'Ellentz, en 1464 à Henri de Varsberg, puis en 1681 au seigneur d'Eltz dont une descendante, la veuve de Schmittburg, occupait le château en 1789. Siège d'une prévôté de Lorraine en 1698.

## Politique et administration
| Période                                  | Période | Identité                         | Étiquette | Qualité |
| ---------------------------------------- | ------- | -------------------------------- | --------- | ------- |
| 1907                                     |         | Pierre Dalstein                  |           |         |
| 1914                                     |         | Christophe Cridelich             |           |         |
| 1929                                     | 1940    | Michel Schellenbach              |           |         |
| 1940                                     | 1941    | Joseph Dalstein                  |           |         |
| 1941                                     | 1945    | Freistroff dépend de Bouzonville |           |         |
| 1945                                     | 1959    | Emile Reinert                    |           |         |
| 1959                                     | 1977    | Joseph Becker                    |           |         |
| 1977                                     | 1995    | Marc Peter                       |           |         |
| 1995                                     |         | Christian Schwartz               |           |         |
| Les données manquantes sont à compléter. |         |                                  |           |         |

## Démographie
L'évolution du nombre d'habitants est connue à travers les recensements de la population effectués dans la commune depuis 1800. Pour les communes de moins de 10 000 habitants, une enquête de recensement portant sur toute la population est réalisée tous les cinq ans, les populations de référence des années intermédiaires étant quant à elles estimées par interpolation ou extrapolation. Pour la commune, le premier recensement exhaustif entrant dans le cadre du nouveau dispositif a été réalisé en 2007.

En 2022, la commune comptait 1 010 habitants, en évolution de −5,96 % par rapport à 2016 (Moselle : +0,52 %, France hors Mayotte : +2,11 %).
| 1800 | 1806 | 1821  | 1836  | 1841  | 1861  | 1866  | 1871 | 1875 |
| ---- | ---- | ----- | ----- | ----- | ----- | ----- | ---- | ---- |
| 976  | 992  | 1 005 | 1 202 | 1 221 | 1 082 | 1 085 | 994  | 956  |

| 1880 | 1885 | 1890 | 1895 | 1900 | 1905 | 1910 | 1921 | 1926 |
| ---- | ---- | ---- | ---- | ---- | ---- | ---- | ---- | ---- |
| 957  | 957  | 944  | 952  | 935  | 888  | 947  | 868  | 836  |

| 1931 | 1936 | 1946 | 1954 | 1962 | 1968 | 1975 | 1982 | 1990 |
| ---- | ---- | ---- | ---- | ---- | ---- | ---- | ---- | ---- |
| 839  | 819  | 723  | 822  | 918  | 948  | 899  | 936  | 923  |

| 1999 | 2006  | 2007  | 2012  | 2017  | 2022  | - | - | - |
| ---- | ----- | ----- | ----- | ----- | ----- | - | - | - |
| 859  | 1 001 | 1 021 | 1 115 | 1 050 | 1 010 | - | - | - |

## Culture locale et patrimoine
La Rommelbootzennaat (nuit des betteraves grimaçantes en francique lorrain) est une tradition célébrée en Moselle et également à Freistroff. La veille de la Toussaint, essentiellement dans le Pays de Nied et dans le land de Sarre voisin, les enfants sculptent des têtes grimaçantes dans des betteraves, légumes dont la récolte marque la fin des travaux des champs. Éclairées par la lumière d'une bougie, les têtes sont déposées sur les rebords de fenêtres, des puits, les murs des cimetières ou aux croisements des chemins pour effrayer les passants. Cette fête a continué à être célébrée bien avant le retour en Europe de la mode d'Halloween à la fin des années 1990.

### Lieux et monuments

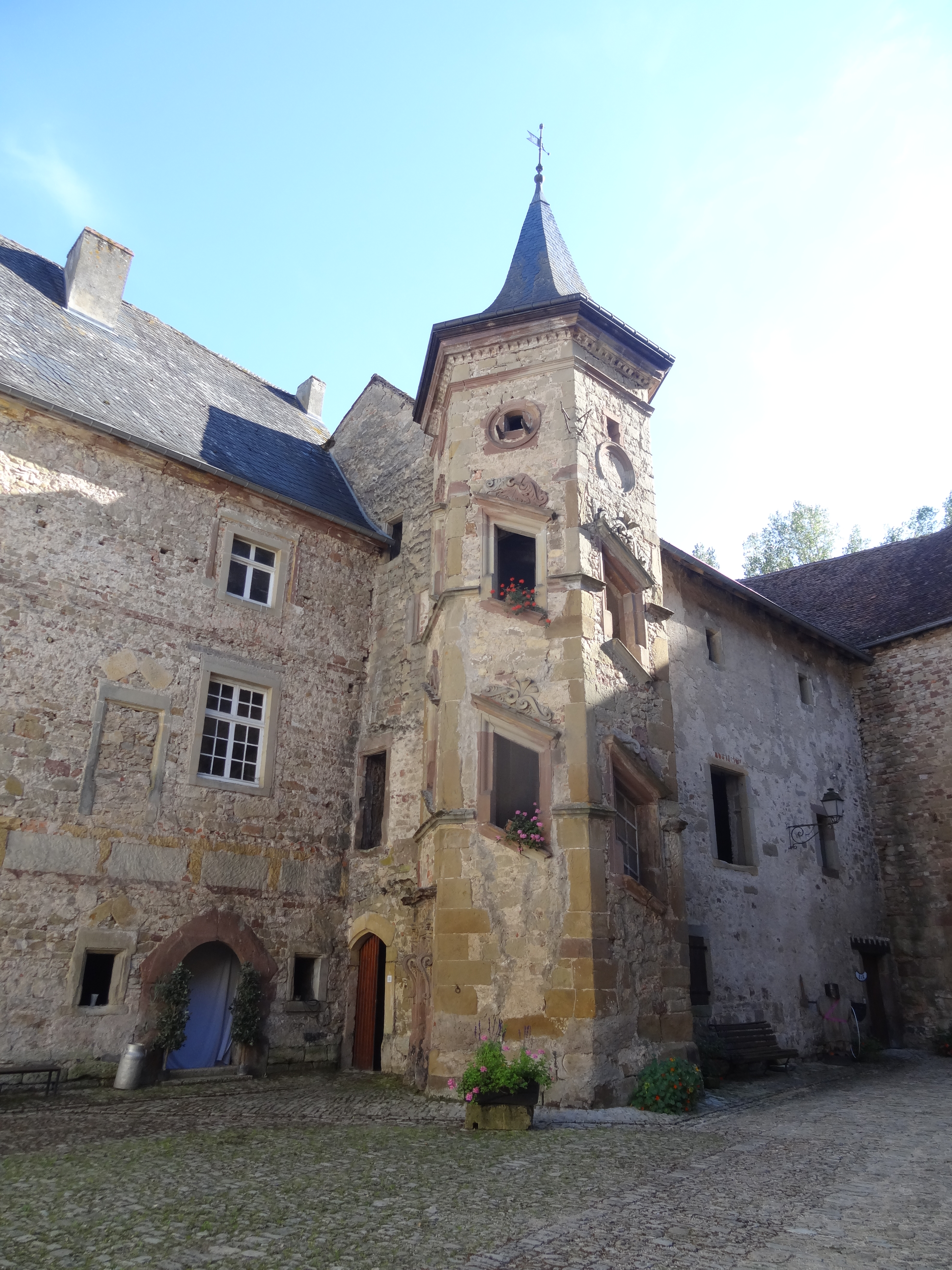
Escalier à vis de la cour intérieure du château de Saint-Sixte

- Château Saint-Sixte du XIIIe siècle, remanié aux XVIe siècle et XVIIIe siècle : enceinte polygonale formée de 6 corps de bâtiment, porte cochère du XVIIIe siècle, ancienne porte d'entrée du pont-levis ; parquets Versailles, plafonds à poutres et solives, salles dites des Chevaliers et de Justice, fontaine baroque ; 3 tourelles d'escalier à vis ; anciennes douves. Il fait l’objet d’un classement au titre des monuments historiques depuis novembre 1991[25].
- Le Pont des Moines sur la Nied a été détruit pendant la guerre.

#### Édifices religieux
- Église Saint-Étienne de 1764, reconstruite en 1955 : clocher XIXe siècle.
- Ancienne abbaye cistercienne du XIIe siècle. L'abbaye fut incendiée en 1665, reconstruite en 1740, vendue à la Révolution ; la création de la ligne de chemin de fer coupa le domaine en deux : une partie devint brasserie et l'autre une ferme ; le bâtiment abbatial fut rasé par les Allemands en 1941.
- Synagogue érigée à la fin du XIXe siècle ; détruite en 1939, elle ne fut pas rebâtie.

### Personnalités liées à la commune
- François-Philippe de Vigneulles du Sart, seigneur de Freistroff au XVIIe siècle[26]. En effet, en 1673,  il est qualifié de tel dans un acte de partage établi à Freistroff pour la succession de son père Claude de Vigneulles, seigneur de Vintrange.
- Étienne Dalstein (1834-1902), facteur d'orgue français.

### Héraldique
| Blason de Freistroff | Blason  | Parti: au premier d'or à la bande de gueules chargée de trois alérions d'argent, au 2e mi-parti de gueules à l'aigle contournée d'argent, accompagnée de trois cailloux du même. |
| Blason de Freistroff | Détails | Le statut officiel du blason reste à déterminer. |